# Лелё, Франсуа
Франсуа́ Лелё (фр. François Leleux; род. 30 июля 1971, Круа) — французский гобоист.

## Биография
В семь лет начал заниматься гобоем в консерватории Рубе, в четырнадцать поступил в Парижскую консерваторию, учился у Пьера Пьерло и Мориса Бурга. Ещё студентом выступал с Национальным оркестром Франции под руководством Клаудио Аббадо. Играл с Национальным оркестром оперы Бастилия (дирижёр Чон Мён Хун), симфоническим оркестром Баварского радио (дирижёры Лорин Маазель и Марис Янсонс). С 2003 выступает в составе Камерного оркестра Европы, входит в октет духовых инструментов Париж—Бастилия. Играл в ансамблях с Викторией Мулловой, Натальей Гутман, Юрием Башметом, Ефимом Бронфманом, Кристианом Тецлаффом и др. Не раз выступал в Москве в рамках фестиваля Посвящение Олегу Кагану.
Преподаёт в Высшей музыкальной школе Мюнхена.
Жена — скрипачка Элизабет Батиашвили, их совместное исполнение трёх концертов Баха записано фирмой Сони.

## Репертуар
Исполняет произведения Баха, Моцарта, Телемана, Бетховена, Шумана, Дворжака, Рихарда Штрауса, Пуленка, Лютославского, Бриттена, Луизы Фарранк, Астора Пьяццолы и др.
Для гобоиста писали свои сочинения Гия Канчели, Тьерри Эскеш, Микаэль Яррель, Эрик Танги, Николя Бакри и другие крупные современные авторы.

## Признание
Лауреат многочисленных национальных и международных конкурсов (Манчестер, Прага, Триест, Мюнхен, Тулон и др.). В 1999 г. был отмечен премией Виктуар де ля мюзик в составе коллектива солистов, осуществившего запись всех камерных произведений Франсиса Пуленка.